# Mirabel (Québec)
Mirabel è una città compresa nella regione Laurentides del Canada francofono, nella provincia di Québec.

## Geografia fisica
Mirabel sorge nella parte meridionale della regione Laurentides, nella parte settentrionale dell'area metropolitana di Montréal. Si trova a est di Lachute e 55 chilometri a nord del centro di Montreal. Confina a nord col comune di La Rivière-du-Nord, a est con Thérèse De Blainville, a sud con Deux-Montagnes e a ovest con Argenteuil. Le città vicine sono Saint-Jérôme a nord, Sainte-Anne-des-Plaines, Blainville e Sainte-Therese a est, Boisbriand e Saint-Eustache a sud-est, Saint-Joseph-du-Lac, Oka e Saint-Placide a sud, Saint-André-d'Argenteuil e Lachute a ovest e Saint-Colomban a nord-est. L'area totale è di 486.06 chilometri quadrati, di cui 483.93 km2 è terraferma.

## Storia
Mirabel si è formata nel 1971, attraverso l'espropriazione di terreni privati e la fusione di 8 comuni: Saint-Augustin, Saint-Benoît, Saint-Erma, Saint-Janvier-de-Blainville, Sainte-Scholastique, Saint-Canut, Sainte-Monique, e Saint-Janvier-de-la-Croix.
Mirabel fu inizialmente chiamata Ville de Sainte-Scholastique ma fu rinominata nel 1973. La città doveva diventare un vasto centro di riferimento per il trasporto ed importante polo industriale per il Canada orientale con al centro l'aeroporto di Montréal-Mirabel.
L'aeroporto, inaugurato nel 1975, non divenne mai un hub importante per l'aviazione e nel 2004 è stato chiuso a tutto il traffico passeggeri.
Nel 2000, circa 10 chilometri quadrati del territorio di Mirabel furono annessi alla città di Lachute.

## Infrastrutture e trasporti
Mirabel è sede di uno dei aeroporti di Montréal, l'aeroporto di Montréal-Mirabel (codici ICAO:CYMX; IATA:YMX), base di assemblaggio dei velivoli della Bombardier Aerospace.

## Amministrazione

### Gemellaggi
- Châlons-en-Champagne